# Milano – Sanremo
Milano - San Remo, poznata i kao La Primavera, jednodnevna biciklistička utrka koja se održava početkom ožujka. 
Specifična po dužini (jedna od najdužih jednodnevnih utrka u Pro Touru). U zadnjih nekoliko godina pobjednici se većinom odlučuju u sprintu na Via Roma. Potencijalni pobjednici koji žele izbjeći sprint traže svoju šansu na kratkim i strmim usponima unutar zadnjih 40 km, Cipressa (rjeđe) i Poggio (češće). Nakon uspona na Poggio slijedi 7 km spusta po uskim i zavojitim ulicama prije dolaska u grad i cilja na širokoj aveniji Via Roma.